# Alveolinella
Alveolinella es un género de foraminífero bentónico de la familia Alveolinidae, de la superfamilia Alveolinoidea, del suborden Miliolina y del orden Miliolida. Su especie tipo es Alveolina quoyi. Su rango cronoestratigráfico abarca desde el Mioceno hasta la Actualidad.

## Clasificación
Alveolinella incluye a las siguientes especies:
- Alveolinella bontangensis
- Alveolinella praequoyi
- Alveolinella quoyi